# Sao lưu

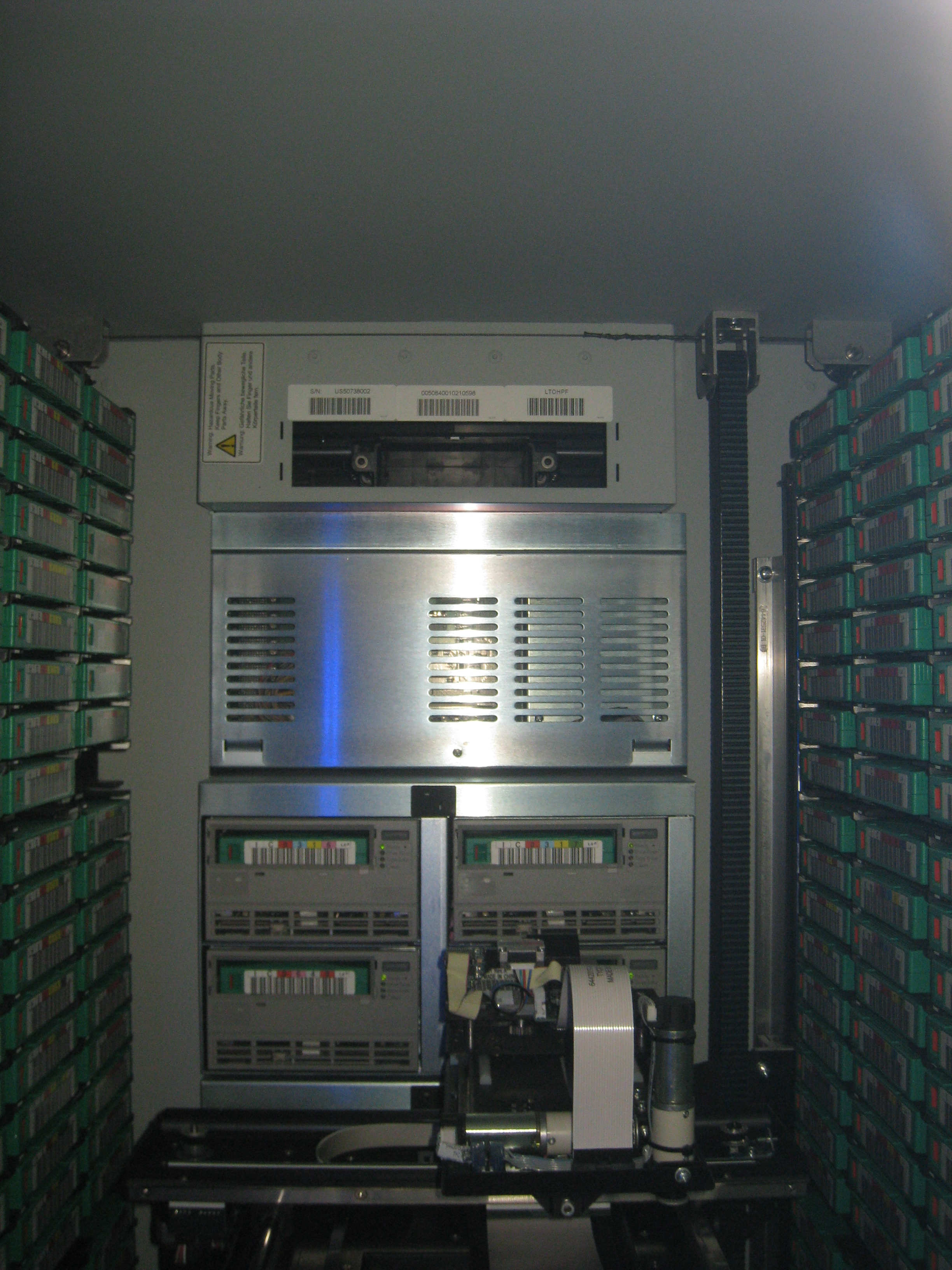
Hệ thống sao lưu dữ liệu

Trong công nghệ thông tin, Sao lưu (Backup) hoặc Sao lưu dữ liệu (Data backup) là bản sao của dữ liệu máy tính được lấy và lưu trữ ở nơi khác để có thể sử dụng nó để khôi phục bản gốc sau khi xảy ra sự kiện mất dữ liệu. Trong tiếng Anh thì ở dạng động từ, đề cập đến quá trình thực hiện việc đó là việc sao lưu (Back up), trong khi dạng danh từ và tính từ là bản sao lưu (Backup). Người dùng có thể sử dụng bản sao lưu để khôi phục dữ liệu sau khi bị mất từ sự cố xóa dữ liệu hoặc hỏng dữ liệu hoặc để khôi phục dữ liệu từ thời điểm trước đó. 

## Đại cương
Các bản sao lưu cung cấp một dạng khôi phục sự cố đơn giản; tuy nhiên không phải tất cả các hệ thống sao lưu đều có thể khôi phục hệ thống máy tính hoặc cấu hình phức tạp khác như máy chủ cụm máy tính, thư mục hoạt động hoặc máy chủ cơ sở dữ liệu. Hệ thống sao lưu chứa ít nhất một bản sao của tất cả dữ liệu được coi là đáng lưu. Yêu cầu lưu trữ dữ liệu có thể là rất lớn. Mô hình kho lưu trữ thông tin có thể được sử dụng để cung cấp cấu trúc cho bộ lưu trữ này. Có nhiều loại thiết bị lưu trữ dữ liệu khác nhau được sử dụng để sao chép bản sao lưu dữ liệu đã có trong bộ lưu trữ thứ cấp vào tệp lưu trữ Ngoài ra còn có nhiều cách khác nhau để sắp xếp các thiết bị này nhằm cung cấp sự phân tán về mặt địa bàn, bảo mật dữ liệu và tính di động.
Dữ liệu được chọn, trích xuất và xử lý để lưu trữ. Quy trình này có thể bao gồm các phương thức xử lý dữ liệu trực tiếp (Tính nhất quán theo thời điểm), bao gồm các tệp đang mở, cũng như nén, mã hóa và khử trùng lặp. Các kỹ thuật bổ sung áp dụng cho sao lưu máy khách-máy chủ doanh nghiệp. Các sơ đồ sao lưu có thể bao gồm chạy thử để xác thực độ tin cậy của dữ liệu được sao lưu. Có những hạn chế và các yếu tố con người liên quan đến bất kỳ kế hoạch dự phòng nào. Chiến lược sao lưu cần có một kho lưu trữ thông tin, "không gian lưu trữ thứ cấp cho dữ liệu" tổng hợp các bản sao lưu của các "nguồn" dữ liệu. Kho lưu trữ có thể đơn giản như một danh sách tất cả các phương tiện sao lưu (DVD, v.v.) và ngày tháng được tạo hoặc có thể bao gồm chỉ mục, danh mục hoặc cơ sở dữ liệu quan hệ được vi tính hóa. Dữ liệu sao lưu cần được lưu trữ, yêu cầu sơ đồ xoay dự phòng, là một hệ thống sao lưu dữ liệu vào phương tiện máy tính nhằm giới hạn số lượng bản sao lưu của các ngày khác nhau được giữ riêng, bằng cách sử dụng lại phương tiện lưu trữ dữ liệu một cách thích hợp bằng cách ghi đè các bản sao lưu không còn cần thiết.